# Meleiro
Meleiro es un municipio brasileño del estado de Santa Catarina. Tiene una población estimada al 2021 de 6 989 habitantes.

## Etimología
Su nombre "Meleiro" viene de la palabra portuguesa para miel "Mel", dado por los primeros exploradores de la localidad que encontraron muchas colmenas.

## Historia
En 1892 se establecieron las primeras familias en la localidad, años después se asentaron inmigrantes italianos en el actual municipio.
Fue elevada a la categoría de villa en 1929, y a municipio el 20 de diciembre de 1961.